# Heteronotia binoei
Heteronotia binoei är en ödleart som beskrevs av  Gray 1845. Heteronotia binoei ingår i släktet Heteronotia och familjen geckoödlor. Inga underarter finns listade i Catalogue of Life.